# Последний дракон: В поисках магической жемчужины
Последний дракон: В поисках магической жемчужины (англ. The Dragon Pearl) — приключенческий фильм австралийского режиссёра Марио Андреччио, снятый в 2011 году.

## Сюжет
Двое подростков — Джош и Линг, прилетают на каникулы к родителям — Крису Чейсу и Доктору Ли, которые занимаются раскопками древней гробницы императора Китая. На раскопках они знакомятся с хранителем Храма Дракона Ву Донгом, и помогают ему открыть потайную дверь в пещеру, где обитает дракон. Он рассказывает ребятам свою историю, о том что потерял свою жемчужину и не может вернуться домой. Ребята решаются помочь дракону, но для этого им нужно попасть в гробницу императора, двери которой не могут открыть даже опытные археологи.

## В ролях
- Сэм Нилл — Крис Чейс, археолог, отец Джоша
- Луис Корбетт — Джош
- Вонг Джи — Доктор Ли, археолог, мать Линг
- Ли Лин Джин — Линг
- Джордан Чен — Ву Донг, хранитель Храма Дракона
- Роберт Маммоне — Филипп Дюк, археолог, пытающийся выкрасть жемчужину